# Hexisopus nigroplagiatus
Hexisopus nigroplagiatus är en spindeldjursart som beskrevs av Lawrence 1972. Hexisopus nigroplagiatus ingår i släktet Hexisopus och familjen Hexisopodidae. Inga underarter finns listade i Catalogue of Life.